# Moulton St Mary
Moulton St Mary – wieś w Anglii, w hrabstwie Norfolk. Leży 16 km na wschód od Norwich i 166 km na północny wschód od Londynu.
We wsi znajduje się Kościół Najświętszej Marii Panny, który jest jednym ze 124 istniejących kościołów z okrągłymi wieżami w Norfolk. Na południowej ścianie mieści się kanoniczny zegar słoneczny. Obecnie kościół nie jest użytkowany, a opiekę nad nim sprawuje Churches Conservation Trust.